# バットマン: ダークナイト・リターンズ
『バットマン：ダークナイト・リターンズ』（Batman:The Dark Knight Returns）は、DCコミックスが出版するアメリカンコミック『バットマン』のミニシリーズ。ライターはフランク・ミラー、インカーはクラウス・ジャンソン。1986年2月から6月まで4巻が出版された。2001年には続編の『バットマン: ダークナイト・ストライクス・アゲイン』、2015年には『バットマン: ダークナイト・マスター・レイス』が出版された。
10年前にバットマンを引退したブルース・ウェインは犯罪と戦うために活動を再開した。しかし、その活動はゴッサムシティ警察と政府から反対される。物語はキャリー・ケリーを新たなロビンとして紹介し、スーパーマンとの対決で絶頂に達する。
日本では1998年に小学館プロダクションから柳下毅一郎の邦訳で『バットマン:ダークナイト・リターンズ』が出版された。2009年には小学館プロダクションより石川裕人・秋友克也による新訳で『バットマン:ダークナイト・リターンズ』と『バットマン:ダークナイト・ストライクス・アゲイン』を収録した『DARK KNIGHT バットマン:ダークナイト』が出版された。

## あらすじ
1 ．"The Dark Knight Returns"
ブルース・ウェインはジェイソン・トッドの死により10年前にバットマンを引退した。55歳になったウェインは衰弱していたが、ゴッサムシティの為にバットマンは必要だと復帰を考える。アーカム・アサイラムでハービー・デントは精神治療と整形手術（ウェインが資金を出した）を受け、治療は完了したとして退院した。しかし、デントは身代金を目当てに爆弾で都市を占拠する。復帰したバットマンはデントを倒すが、顔は修復されたにもかかわらず、デントの心が完全にトゥーフェイスである事を理解する。
2 ．"The Dark Knight Triumphant"
バットマンはミュータント団と呼ばれているギャングから13歳のキャリー・ケリーを救う。ケリーは模造品のロビンのコスチュームを買い、バットマンを助ける為に彼を探し出す。バットマンはミュータント団の軍団と戦っており、バットマンは兵器でミュータント団の軍団を破るが、ミュータント団のリーダーは白兵戦でバットマンを倒す。その際、ケリーはミュータント団のリーダーを牽制してバットマンが逃げるのを手伝う。ジェームズ・ゴードン本部長と新しいロビンの助けを借りて、バットマンは自身の力でミュータント団のリーダーを破り、ミュータント団は解散する。そして、一部は犯罪者に過度の暴力を使用する自警団体“Sons of Batman（バットマンの息子達）”に名前を変える。
3 ．"Hunt The Dark Knight"
ホワイトハウスで大統領はスーパーマンにバットマンを逮捕する可能性を示唆して、大統領とスーパーマンはゴッサムシティでのイベントを検討する。そして、第三次世界大戦に火をつけるかもしれないアメリカとソビエトの戦争で、スーパーマンはアメリカを支援する。バットマンの復帰は、アーカム・アサイラムで廃人になっていたジョーカーの意識を目覚めさせた。ジョーカーはテレビのトークショーに出る事を許すようウォルパー博士を誘導して、テレビスタジオで有毒ガスを使って逃亡する。ジョーカーは遊園地で人々を殺しており、バットマンとロビンはジョーカーを追う。バットマンは激しい戦いの末にジョーカーを破るが、バットマンに殺人の罪を負わせるために、ジョーカーは自身の首を折って自殺する。バットマンはゴッサム警察との対立の後に逃走し、警察はバットマンの捜査を始める。
4 ．"The Dark Knight Falls"
アメリカに敗北したソビエトは核弾頭をアメリカに向けて発射する。スーパーマンはソビエトの発射した核弾頭の進路を変えて砂漠で爆発させる。アメリカ合衆国は電磁パルスの影響を受けて停電し、バットマンは停電から最悪の事態を悟る。そして、バットマンとロビンは“Sons of Batman”や刑務所に収監されていたミュータント団を率いて、ゴッサムシティの混乱を鎮圧する。そのため、ゴッサムシティは電磁パルスの最中で最も安全な都市になる。政府はこれに当惑し、スーパーマンにバットマンを片付けるよう命令する。オリバー・クイーンは、政府に仕えているスーパーマンと一匹狼のバットマンは最終的に対立をするとウェインに予測する。スーパーマンはバットマンに会うことを要求し、 バットマンは死ぬかもしれないということを知って両親が殺された路地を場に選ぶ。バットマンは核爆発で瀕死になった事に起因するスーパーマンの弱さを狙う。スーパーマンはバットマンに道理を説こうとするが、バットマンはスーパーマンに白兵戦と兵器を使って戦いを挑む。戦いの中でクイーンがスーパーマンを弱めるために、クリプトナイトが先端に付いた矢を射る。弱体化したスーパーマンをバットマンは倒し、より強力なクリプトナイトを使わない事により、スーパーマンの命を故意に助けた事を明らかにする。これはバットマンのやり方から離れているスーパーマンへの警告を意味していた。しかし、バットマンは心臓発作により突然死ぬ。アルフレッド・ペニーワースは脳卒中で死ぬ前に、ウェインマナーとバットケイブを爆破する。そして、バットマンはブルース・ウェインだと暴かれる。ウェインの葬式の後、彼の死は自身の開発した化学薬品を使って行われたことが明らかになる。クラーク・ケントは葬式に参列しており、墓からウェインの鼓動が再開するのを聞き、ロビンにウィンクする。ブルース・ウェインはロビン、クイーンと残りの彼の支持者を洞穴に案内して、犯罪と戦い続ける準備をする。

## 登場人物
バットマン/ブルース・ウェイン
55歳。10年前にバットマンを引退する。彼は暴力を見たとき、バットマンとして復帰する強い意欲を感じている。
アルフレッド・ペニーワース
95歳。ブルースの信頼できる執事。
ロビン/キャリー・ケリー
13歳。彼女はバットマンの命を守り、老いたバットマンはアルフレッドの異議に反して彼女に信頼を置き、バットマンの相棒であるロビンにする。
ジェームズ・ゴードン
70歳。ゴッサムシティ警察本部長。70歳の誕生日に引退する。彼はバットマンの正体を知っている。
トゥーフェイス/ハービー・デント
58歳。ハービー・デントはアーカム・アサイラムで12年間過ごし、ウォルパー博士による3年間の整形手術で彼の顔は完全に修復されている。医者は治療を完了したとして退院させたが、彼の心の中はトゥーフェイスのままだった。デントは傷跡があるかのように、顔を包帯でぐるぐる巻きにしている。
ジョーカー
廃人になっていたが、バットマンの復帰を聞いて意識を取り戻した。最終決戦につながるイベントを作り、バットマンを引き出すために残忍な犯罪の酒宴を計画する。
ミュータント団のボス
ミュータント団の狡猾、残忍なリーダー。ゴッサムを支配するために反抗する人間を殺そうとする。
バーソロミュー・ウォルパー博士
トゥーフェイスとジョーカーの精神科医。バットマンを独裁主義者だと批判し、ジョーカーとトゥーフェイスはバットマンの犠牲者だと確信している。ジョーカーをテレビスタジオに連れて行ったが、彼に有毒ガスで殺される。
エレン・インデル
35歳。新しいゴッサムシティ警察本部長。その本部長の就任には政治的思惑が絡んでいた。バットマンを否定してゴードンと意見が対立しているが、ジョーカーの死後に自身の考えを疑う。
グリーンアロー/オリバー・クイーン
63歳。スーパーヒーローが非合法化された後、クイーンは原子力潜水艦の沈没を含む政府の弾圧に対する秘密の反乱を行っていた。彼はスーパーマンを批判するために左腕を失う。この障害にもかかわらず、クイーンはまだ非常に熟練した射手である。
スーパーマン/クラーク・ケント
55歳。米国政府のエージェントであり、正体がデイリープラネットの記者クラーク・ケントである事は公に知られている。心の内では自身を道具として扱う政府を軽蔑している。物語の最終的な敵対者としてバットマンと戦い、それが命を救うことができる唯一の方法だと考えている。クライマックスでスーパーマンは政府からの反対を取り除くために、最後の試みでバットマンと戦う。
セリーナ・カイル
52歳。セリーナ・カイルはキャットウーマンを引退して、現在はエスコートビジネスを経営している。
ラナ・ラング
デイリープラネット新聞社の編集長。テレビの討論番組でバットマンの過激な活動を支持する。

## 評価
コストのかかった装丁にもかかわらずこのシリーズの売れ行きは良かった。各号が2.95ドルで発売され、DCコミックスは「ダークナイトリターンズ」を「考えさせられるアクションストーリー」として宣伝した。『タイム』誌はシリーズの「半分引退したバットマンの犯罪と戦う能力について自信がない」という描写は、「今日の懐疑的な読者」に訴える試みの一例であると評した。ダークナイトリターンズは約100万部が発行された。このシリーズはアメリカンコミックの中で最も素晴らしい作品の1つと考えられている。
IGNは、本作を最も優れたバットマンのグラフィック・ノベル25のリストで1位にランク付けし、本作を「真の傑作」と呼んだ。
2005年にタイム誌はTop 10 Graphic Novelsのリストで本作を挙げ、Forbidden Planetは50 Best of the Best Graphic Novelsのリストで本作を1位にランク付けした。

## 書誌情報
- Batman: The Dark Knight Returns (softcover) 1997年5月発売。ISBN 978-1563893421
- Batman: The Dark Knight Returns (hardcover) 2002年11月発売。ISBN 978-1563893414
- Batman Noir: The Dark Knight Returns 2015年6月発売。ISBN 978-1401255145
- Batman: The Dark Knight Saga Deluxe Edition 2015年11月発売。ISBN 978-1401256913
- Batman: The Dark Knight Returns 30th Anniversary Edition 2016年2月発売。ISBN 978-1401263119
- The Dark Knight Returns Slipcase Set 2016年11月発売。ISBN 978-1401270131
- The Dark Knight Returns: The Last Crusade 2016年12月発売。ISBN 978-1401265069

## アニメ
2012年と2013年にDCユニバース・アニメイテッド・オリジナル・ムービーズの1つとして2部作のOVAで映像化された。ブルース・ウェイン/バットマンを『ロボコップ』の主演で知られる俳優のピーター・ウェラー、キャリー・ケリー/ロビンをアリエル・ウィンター、ジョーカーをマイケル・エマーソン、クラーク・ケント/スーパーマンをマーク・バレーが演じている。
日本では2016年2月24日に「バットマン：ダークナイト リターンズ Part 1」「バットマン：ダークナイト リターンズ Part 2」として同時販売されている。

## その他のメディア
- アニメ『バットマン/The New Batman Adventures』の第19話「ダークナイトの伝説」でミュータント団のリーダーとの戦いが引用されている。
- アニメ『バットマン:ブレイブ&ボールド』の第57話「Battle of the Superheroes !」でバットマンとスーパーマンの戦いが引用されている。
- 映画『バットマン vs スーパーマン ジャスティスの誕生』は本作へのオマージュが盛り込まれており、パワードスーツを装着してスーパーマンと戦うバットマンやクリプトナイトを使った武器等が引用されている。
- ドラマ『ガール・ミーツ・ワールド』の第31話「ヒーローと正義」で本書が教科書として登場している。
- ドラマ『レジェンド・オブ・トゥモロー』の第6話「Star City 2046」でスティーヴン・アメル演じる未来のグリーンアローは髭をたくわえ左腕を失っている。
- ドラマ『クライシス・オン・アースX 最強ヒーロー外伝（英語版）』でスティーヴン・アメル演じるグリーンアローの武器としてクリプトナイトの弓矢が引用されている。